# یواس‌اس ویجن (ای‌ام-۲۲)
یواس‌اس ویجن (ای‌ام-۲۲) (به انگلیسی: USS Widgeon (AM-22)) یک زیردریایی بود که طول آن ۱۸۷ فوت ۱۰ اینچ (۵۷٫۲۵ متر) بود. این زیردریایی در سال ۱۹۱۸ ساخته شد.